# 福建省经济

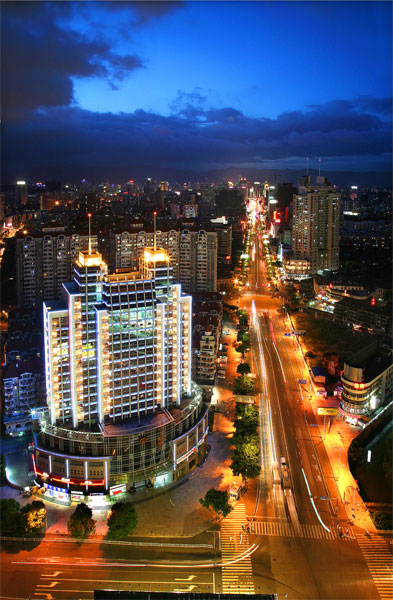
福州中心商業區

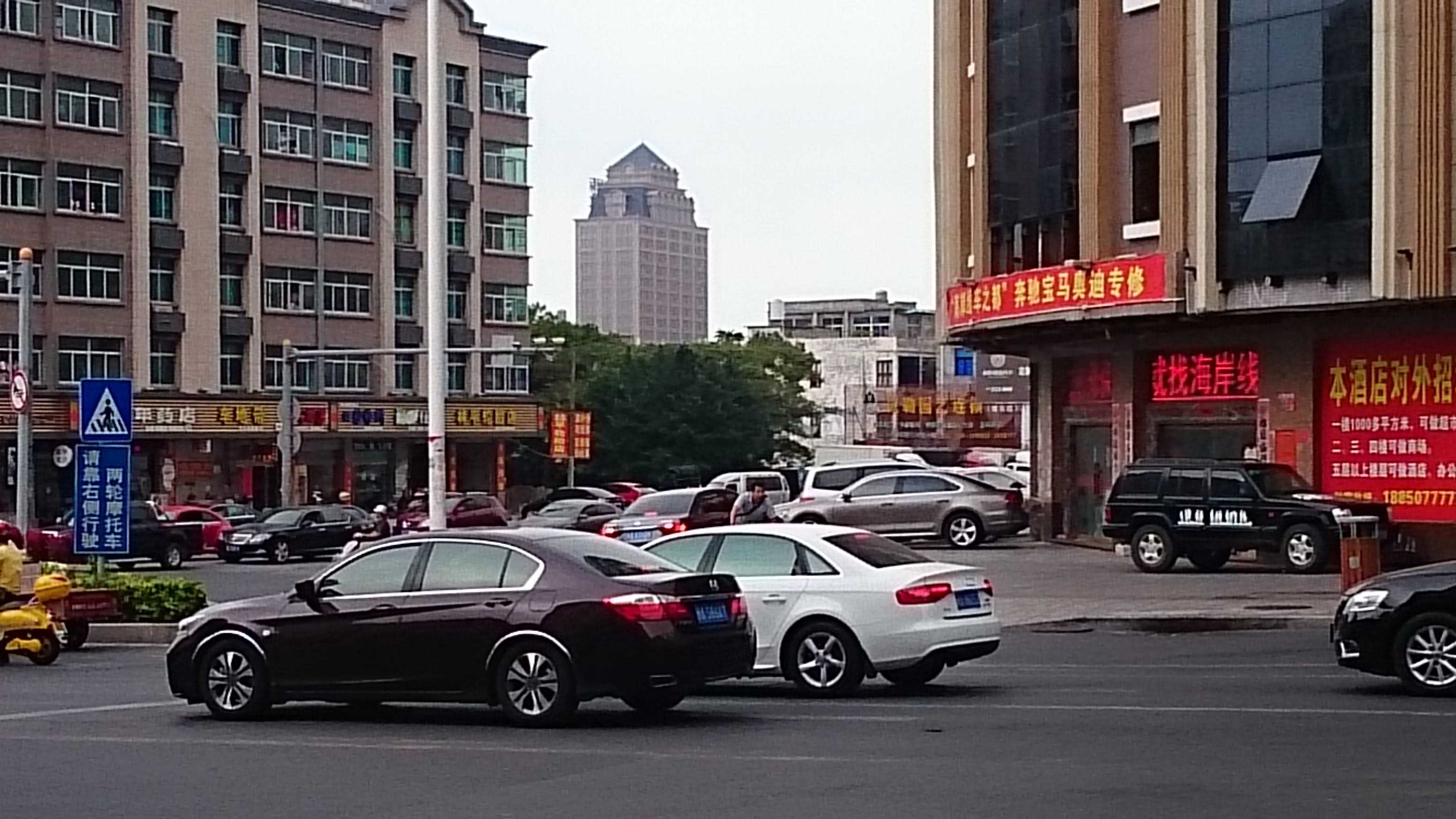
中國（福建）自由貿易試驗區下屬的平潭綜合實驗區

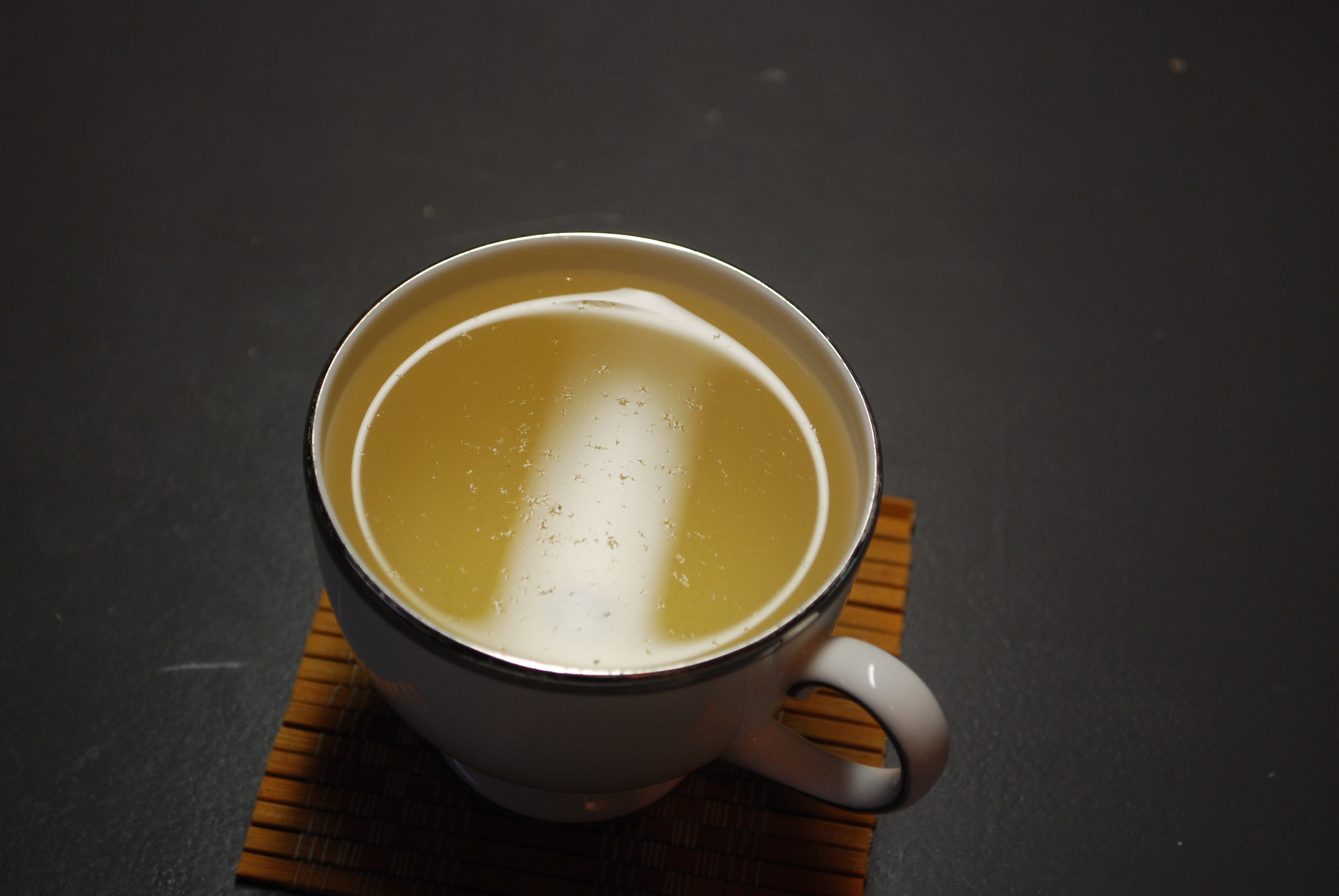
福建產白毫银针茶

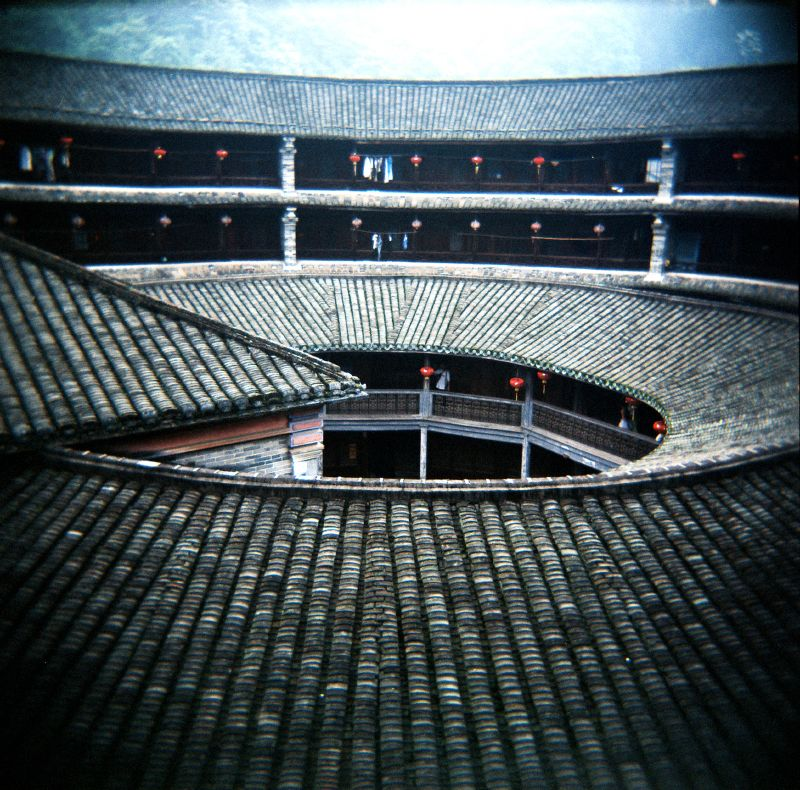
福建土樓觀光區

福建省是中國大陸经济发展最快的省份之一，2010年经济总量位居全国第十二位。1979-2007年29年按绝对数比较，2007年GDP总量为1978年的138.02倍；按不变价格推算（以同期全国平均物价水平为基准），GDP年平均增长率12.4％，增长速度次于广东、浙江等二省份居全国第三位，2010年GDP增长13.8%，仅次于天津市、重庆市、四川省，增幅居全国第四位。2016年GDP總量2.59萬億人民幣。同年，福建省为中央政府提供了644亿元的财政盈余，在六个能为中央政府提供财政盈余的省级行政区中排名第六。

## 历史
1980年代以前，福建由于处于潜在的台海战争前线，中华人民共和国中央政府对福建的投资极少，经济发展缓慢。1978-2008年，有21年GDP年增长率高于10％，GDP增幅最高的年份为1993年，年增长率达到22.6％。福建省GDP总量在全国的位次从1978年的第22位，至2007年上升至第10位；福建省1981年GDP总量首次突破100亿元，1993年GDP突破1千亿元，2008年突破1万亿元。据初步核算，2010年福建省地区生产总值为14357.12亿元，比上年增长13.8%，人均地区生产总值39432元，比上年增长13.0%，三次产业比例为9.5∶51.3∶39.2。

## 各类产业

### 工业
1980年代以后，执行改革开放政策，合理利用侨资和外资，引进先进技术和设备，先后建立厦门经济特区、马尾经济技术开发区、沿海开放城市和台商投资区。2005年两岸开始互访，台海战争的可能性大大减少，以及中央政府提出加快海西发展，福建获得中央难得的投资。经过数年的经济高速增长，福建目前已是中国各省市中人均GDP较高的省份，仅次于北京，上海，江苏，与浙江相当。福州、厦门、泉州所在的闽东南地区，经济较为发达。乡镇企业稳步发展，农村外向型经济发展迅速。工业以轻型为主、门类齐全，形成以福州、厦门、泉州、漳州、三明、莆田、南平、邵武、永安、龙岩、漳平等为中心的工业区，以轻工、电子、食品、水产加工为骨干的沿海工业和以原材料、纺织、森工、化工为骨干的内地铁路沿线工业配置的格局。

### 农业
福建多山，耕地缺乏。稻米是主要农作物。全省有17个粮食生产基地县。水田面积约占耕地面积的81％，闽北、闽西北水田多为浸冬田型，宜种双季稻与单季晚稻；闽东南大面积水田多为一年两熟或一年三熟的稻-稻-麦水旱轮作制。福建是中国发展热带、亚热带经济作物的重要基地之一。甘蔗亩产与含糖率均居全国之冠。2010年福建省国民经济和社会发展统计公报显示全省粮食种植面积1848.45万亩，粮食产量661.89万吨，其中稻谷507.94万吨。面積
- 稻谷面积1282.24万亩
- 烟叶种植面积97.28万亩
- 油菜种植面积167.49万亩
- 蔬菜种植面积 1000.40万亩

### 商业
福建自古以來海路通商貨運興盛，2009年5月14日中国政府网全文刊登《国务院关于支持福建省加快建设海峡西岸经济区的若干意见》。從此海峡西岸经济区加快進度，2011年7月29日起至兩岸小三通自由行開放，2015年後中國（福建）自由貿易試驗區開始上路，成為海峡西岸经济区的落地政策，分為平潭片區、廈門片區、福州片區。
以福建为总部的企业：

2013《财富》中国500强企业（12家）：
| 兴业银行 | 厦门建发 | 紫金矿业 | 厦门国贸 |
| 厦门象屿 | 永辉超市 | 厦门金龙 | 三钢闽光 |
| 厦门信达 | 福耀玻璃 | 厦门钨业 | 厦门厦工 |

其余省級重點企業
| 厦门航空 | 戴尔（中国） | 联想移动 | 中国龙工 | 东南汽车 |
| 普甜食品 | 超大现代     | 圣农发展 | 恒安国际 | 禹洲地产 |
| 七匹狼   | 劲霸         | 利郎     | 安踏體育 | 特步國際 |
| 361度    | 匹克体育     | 鸿星尔克 | SBS浔兴  | 国脉科技 |
| 星网锐捷 | 新华都       | 南孚电池 | 飞毛腿   |          |